# Tococa guianensis
Tococa guianensis är en tvåhjärtbladig växtart som beskrevs av Jean Baptiste Christophe Fusée Aublet. Tococa guianensis ingår i släktet Tococa och familjen Melastomataceae.
Artens utbredningsområde är Franska Guyana. Inga underarter finns listade i Catalogue of Life.

## Bildgalleri

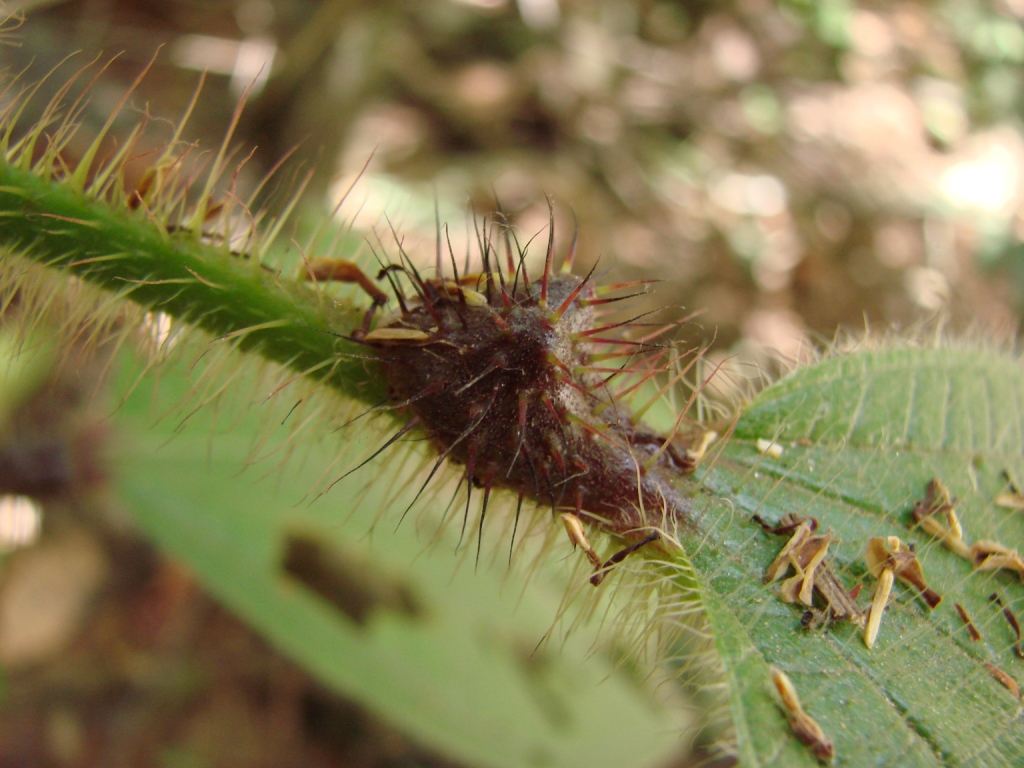
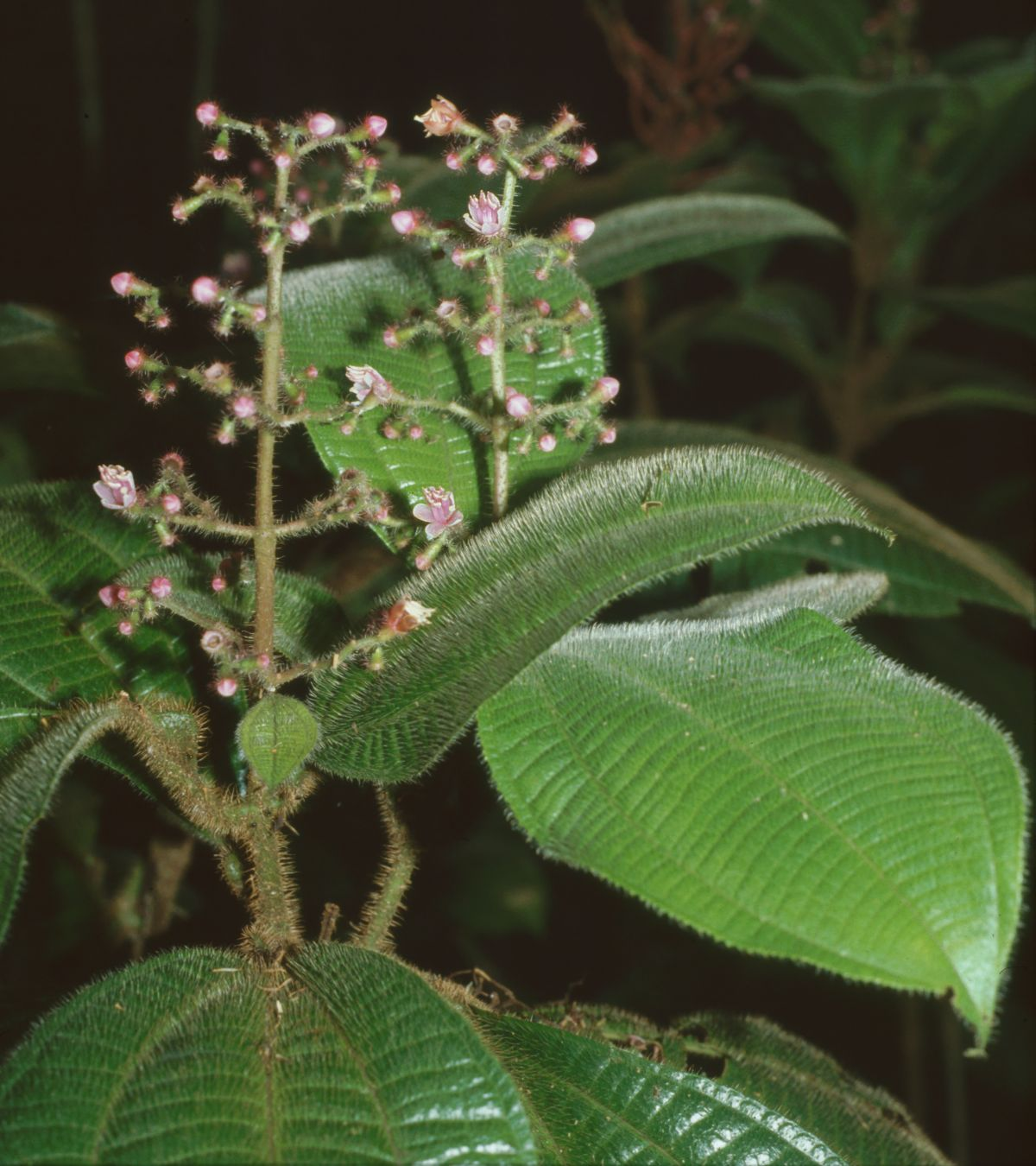
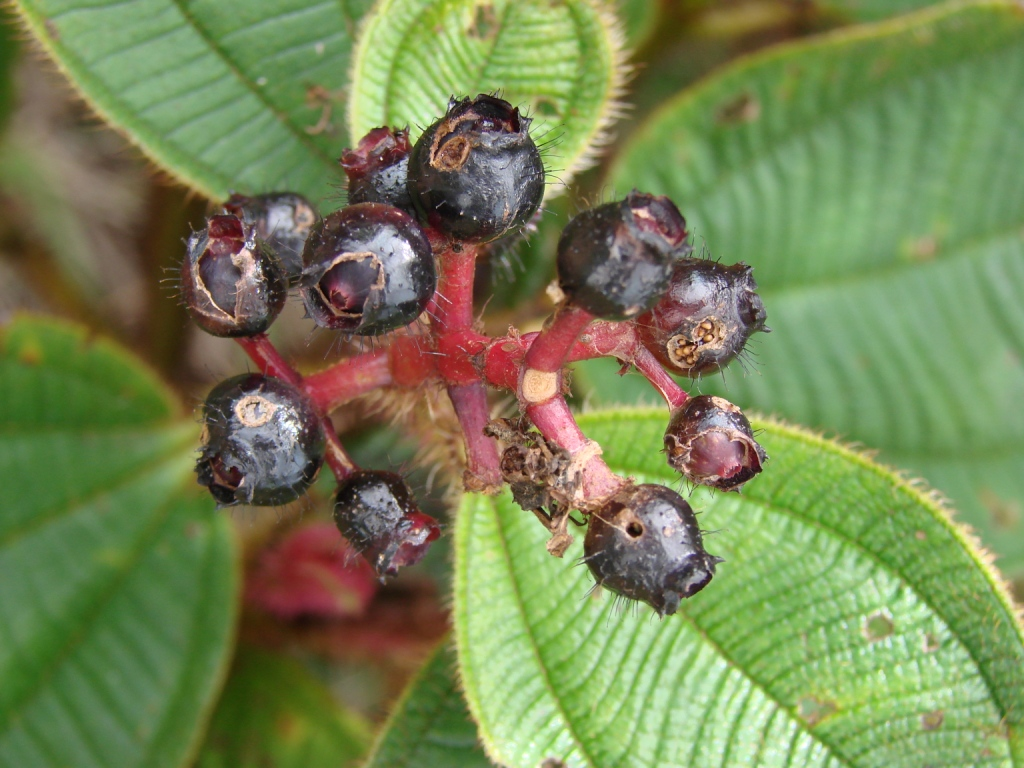